# Polygala myrtifolia
Polygala myrtifolia es una especie de planta con flores de la familia Polygalaceae originaria de Sudáfrica.

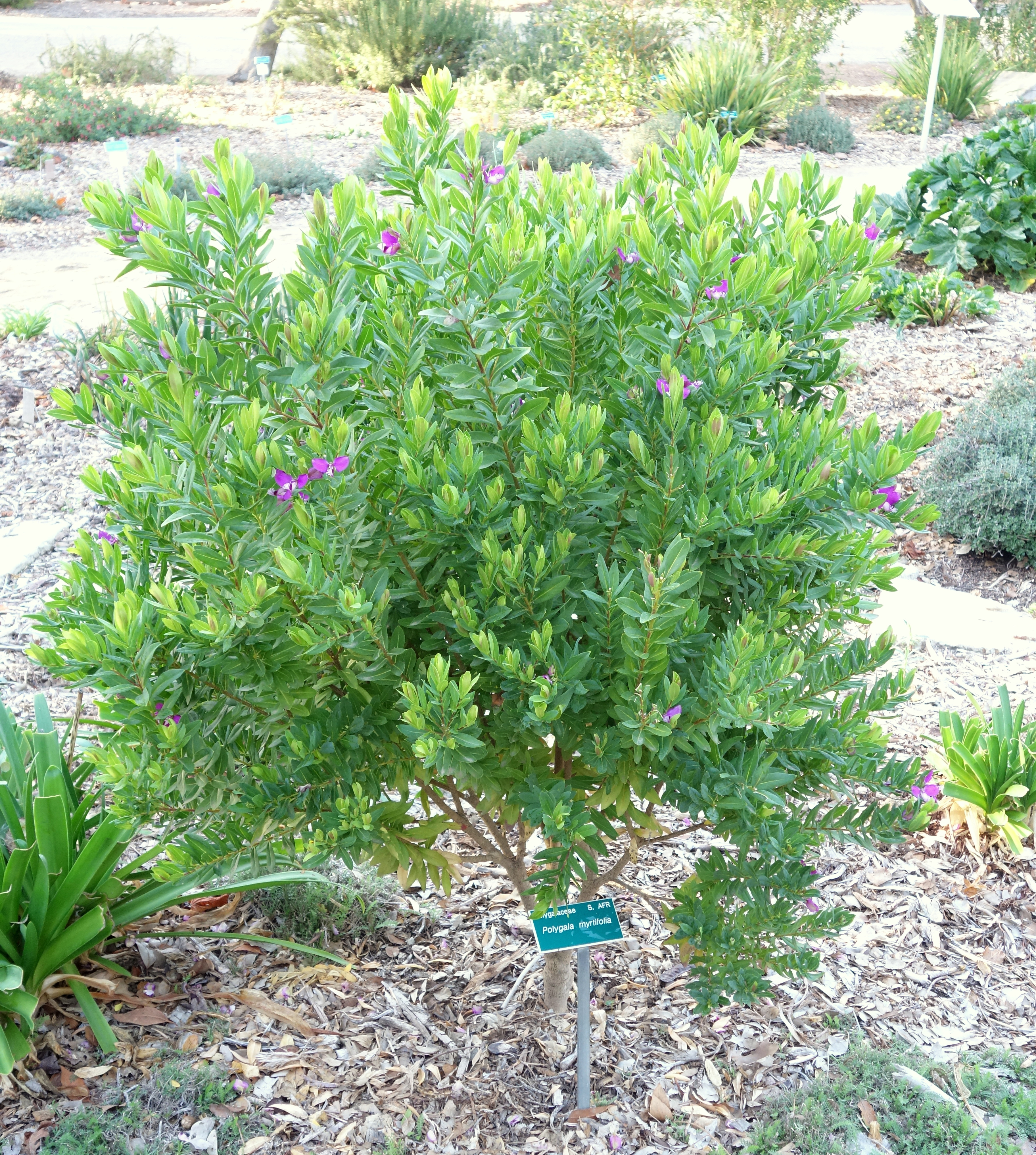
Vista del arbusto

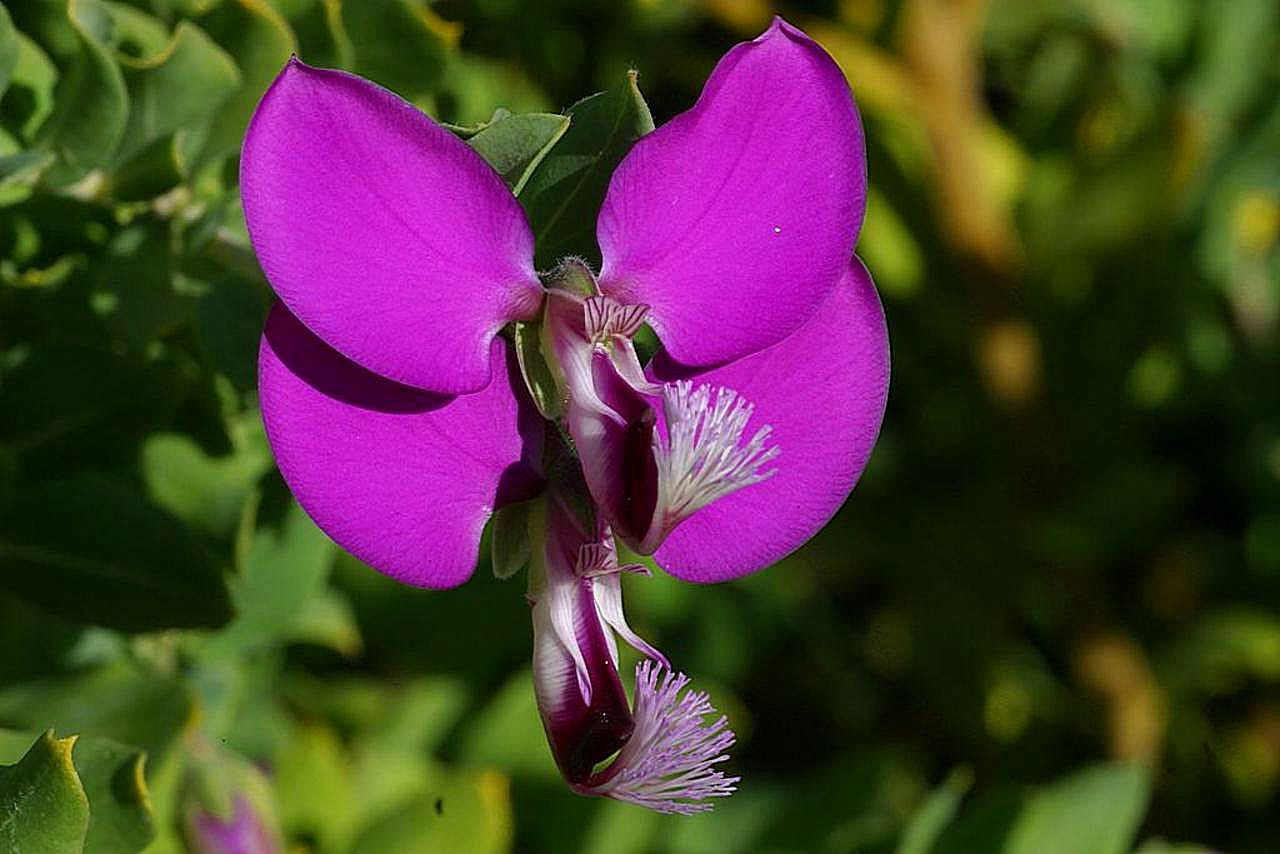
Flores

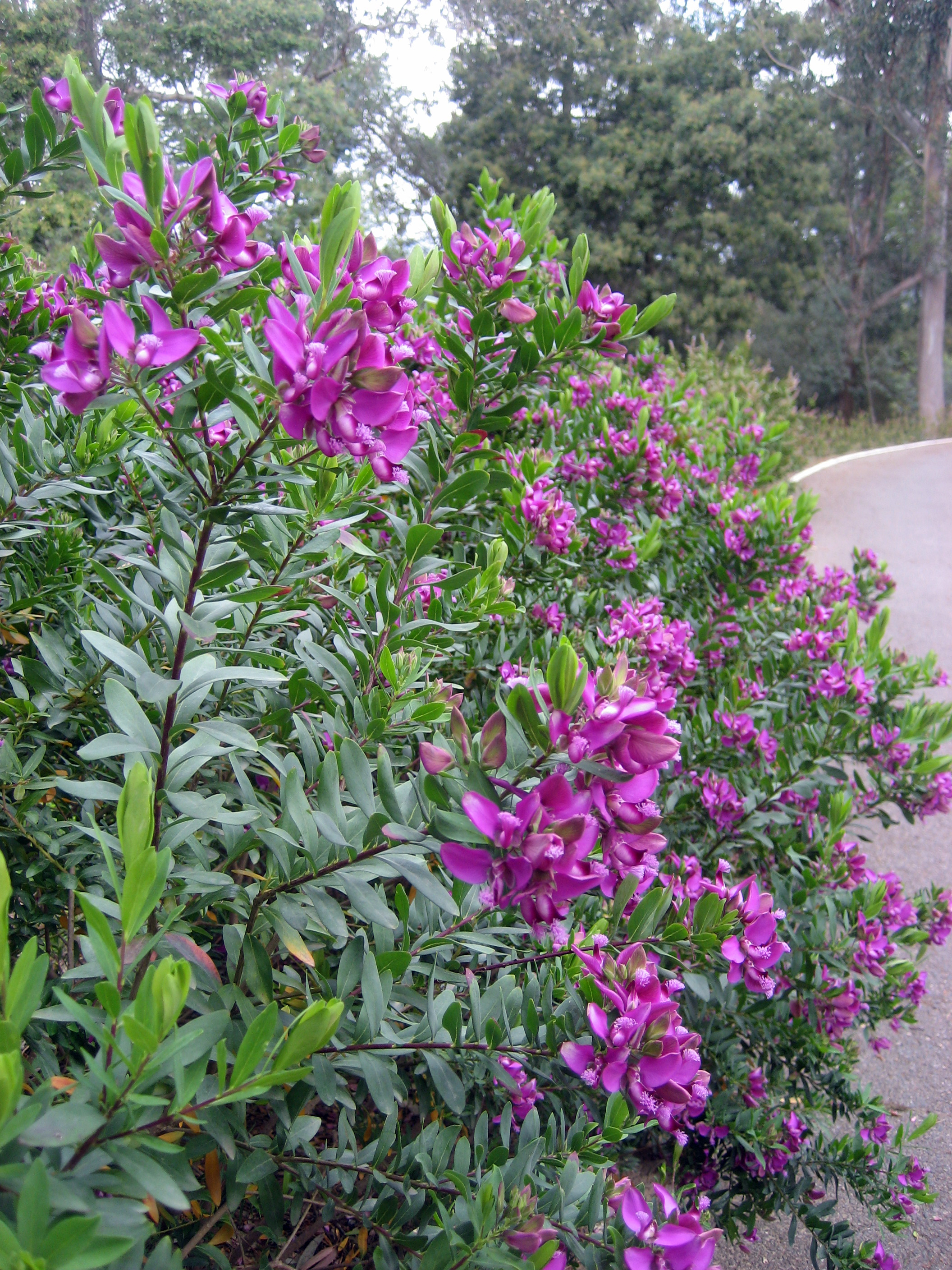
Vista de la planta

## Descripción
Es un arbusto de hoja perenne que alcanza una altura de 1,5-2 m, y hasta 4m, con un hábito erguido. Sus numerosas ramas  están cubiertas de hojas ovaladas que tienen generalmente 25-50 mm de largo y hasta 13 mm de ancho.  Las flores púrpuras, de unos 25mm, se desarrollan en pequeños grupos en los extremos de ramas cortas y parecen algo a las de leguminosas. El fruto es una pequeña cápsula alada. Puede soportar las heladas ligeras, pero se da mejor en regiones subtropicales donde incluso se puede hacer invasivo.

## Distribución y hábitat
Es planta originaria de África del Sur, desde las Bokkeveld Mountains cerca de Clanwilliam, en el Cabo Occidental, hasta KwaZulu-Natal. Se encuentra comúnmente en las dunas, las laderas rocosas, en los bosques, a lo largo de los arroyos, en matorrales y pastizales abiertos.

## Propiedades y usos
En Kwazulu-Natal es una de las muchas plantas conocidas por sus propiedades antibacterianas, antimicrobianas y antifúngicas. Ensayos realizados por la Universidad de Natal en Pietermaritzburg han descubierto que los extractos acuosos de P. myrtifolia tiene actividad frente a Candida albicans.

## Taxonomía
Polygala myrtifolia fue descrita por  Carlos Linneo    y publicado en Species Plantarum 2: 703. 1753.

## Etimología
Polygala: nombre genérico que deriva del griego y significa
"mucha leche", ya que se pensaba que la planta servía para aumentar la producción de leche en el ganado.
myrtifolia: epíteto latíno que significa "con las hojas de Myrtus". 

## Sinonimia
- Polygala pinifolia Poir.
- Psychanthus grandiflorus Spach
- Psychanthus myrtifolius (L.) Spach
- Psychanthus myrtifolius (L.) Raf.[4]